# Thryallis laburnum
Thryallis laburnum är en tvåhjärtbladig växtart som beskrevs av Spencer Le Marchant Moore. Thryallis laburnum ingår i släktet Thryallis och familjen Malpighiaceae. Inga underarter finns listade i Catalogue of Life.